# Banja Luka Rebels
I Banja Luka Rebels sono una squadra di football americano di Banja Luka, in Bosnia ed Erzegovina, fondata nel 2018.

## Dettaglio stagioni

### Tornei nazionali

#### Campionato

##### BHFL
| Stagione | regular season | regular season | regular season | regular season | regular season | regular season | playoff | playoff | playoff | playoff | playoff | playoff   | playoff           |
|          | Vin            | Par            | Per            | Tot            | PF             | PS             | Vin     | Per     | Tot     | PF      | PS      | risultato | avversaria        |
| -------- | -------------- | -------------- | -------------- | -------------- | -------------- | -------------- | ------- | ------- | ------- | ------- | ------- | --------- | ----------------- |
| 2019     | 1              | 0              | 3              | 4              | 70             | 224            | -       | -       | -       | -       | -       | -         | -                 |
| 2020     | 2              | 0              | 1              | 3              | 66             | 44             | 0       | 1       | 1       | 12      | 19      | BH Bowl   | Sarajevo Spartans |
| 2021     | 0              | 0              | 2              | 2              | 44             | 56             | -       | -       | -       | -       | -       | -         | -                 |
| Totale   | 3              | 0              | 6              | 9              | 180            | 324            | 0       | 1       | 1       | 12      | 19      |           |                   |

Fonti: Enciclopedia del Football - A cura di Roberto Mezzetti